# Nižné Wahlenbergovo pleso
Nižné Wahlenbergovo pleso je ledovcové jezero ve druhém nejvyšším stupni Furkotské doliny ve Vysokých Tatrách na Slovensku. Má rozlohu 2,0280 ha. Je 250 m dlouhé a 125 m široké. Dosahuje maximální hloubky 8,0 m a objemu 69 701 m³. Leží v nadmořské výšce 2053 m. Je pojmenované po švédském botanikovi Göranovi Wahlenbergovi.

## Okolí
Na západě se nad plesem zvedají stěny Kozího chrbátu s Liptovskou vežou a Ostrou. Na severu se nachází Soliskové pliesko a Ostré pliesko a nad nimi se zvedá nejvyšší práh doliny, nad nímž se nachází Vyšné Wahlenbergovo pleso.

## Vodní režim
Pleso má nepravidelný povrchový přítok i odtok. Voda pod povrchem odtéká níže se objevujícím Furkotským potokem, který se posléze vlévá do Bieleho Váhu. Rozměry jezera v průběhu času zachycuje tabulka:
| Rok     | Měření prováděl         | Rozloha ha | Délka m | Šířka m | Hloubka max.m | Objem m³ |
| ------- | ----------------------- | ---------- | ------- | ------- | ------------- | -------- |
| 1930    | J. Schaffer, F. Stummer | 1,624      | 220     | 110     | 8,0           | [ 2 ]    |
| 1961–67 | pracovníci TANAPu       | 2,014      | 250     | 125     | 8,0           | [ 2 ]    |
| 2005    | Gregor, Pacl            | 2,0280     | [ 2 ]   | [ 2 ]   | 7,8           | 69 701   |

## Přístup
Přístup je možný pěšky a to pouze v letním období od 16. června do 31. říjen. Na východě vede kolem plesa  žlutá turistická značka do Bystré lávky traverzem svahu Veľkého Soliska. Přístup je možný:
- ze Štrbského Plesa po  žluté turistické značce přes Mlynickou dolinu na Bystrou lávku a poté dolu kolem Vyšného Wahlenbergova plesa k plesu (3–4 hodiny)
- ze Štrbského Plesa po  červené tatranské magistrále na východ na Rázcestie pod Furkotskou dolinou a dále
  - po  žluté turistické značce přes Rázcestie pod Soliskom k plesu (2–2,5 hodiny)
- ze Štrbského Plesa po  modré turistické značce kolem Chaty pod Soliskom na Rázcestie pod Soliskom a dále
  - po  žluté turistické značce k plesu (2,5–3 hodiny)
- ze Štrbského Plesa sedačkovou lanovkou na Chaty pod Soliskom a dále
  - po  modré turistické značce na Rázcestie pod Soliskom a dále
    - po  žluté turistické značce k plesu (1–1,5 hodiny)